# 银都机构
银都机构有限公司（英語：Sil-Metropole Organisation Ltd.）為紫荊文化集團旗下的香港影視製作、發行公司，是中国在境外唯一一家大型国有电影企业。公司总部设于香港清水湾片场，在广州番禺建有电影数字摄制基地。集團旗下有經營戲院院線影藝戲院，曾為80年代香港地區專門放映藝術電影戲院的先驅之一。

## 发展历史
1930年代，中国电影导演蔡楚生、司徒慧敏等从上海到香港创业发展当时的左翼电影。到1940年代后半期，夏衍、蔡楚生等再次南下香港，掀起了左翼电影高潮。
鉴于当时粤语片粗制滥造和内容上宣扬黄赌毒等不良意识，1949年，吴楚帆、卢敦等160多位粤语电影工作者倡导粤语片“电影清洁运动”，成立“華南電影工作者聯合會”（华南影联）。
1949年后，许多上海的电影工作者移民香港，成立了长城电影制片公司（1950年，拍摄社会写实国语片）、凤凰影业公司（1952年，拍摄喜剧国语片与戏曲片）、新联影业公司（拍摄粤语片），此三家電影公司一般合稱「長鳳新」；以及1981年专为拍摄《少林寺》成立的中原电影制片公司。长城电影制片有限公司于1950年完成了第一部故事片《说谎世界》，后《三笑》、《三看御妹刘金定》等影片。凤凰影业公司拍摄了《屈原》、《故园春梦》等影片。这些电影公司早期对香港电影产业有过很大的影响。与其他粤语片制作公司一起创造了1950年代中期到60年代中期粵語片的黄金时代。長城、鳳凰、新聯的影片通过電懋、邵氏、光藝院线向东南亚发行。1960年代中期以前的香港电影界涌现出国语片“四大公司”和粤语片“四大公司”，“长城”、“凤凰”与邵氏和电懋构成了国语片四大；“新联” 和“中联”、“光艺”、“华侨”并列为粤语片四大公司。
由于它们属于“左翼”阵营。拍摄的功夫片并不多，不过也有少量如中原影业的《少林寺》和《少林小子》、青鸟电影制片有限公司（由長城「大公主」夏夢成立）的《自古英雄出少年》这些影响大的动作片。当时香港的四大中文院线：邵氏、嘉禾、丽声（后改名为金公主院线）和南方公司所拥有的“双南线”（以旗下的南华戏院、南洋戏院而得名；后改名为银都院线）。其中，双南线属左派院线，上映的均为以长城、凤凰、新联、中原的影片以及代理中国大陸影片、苏联电影。
另外，长城电影制片有限公司、凤凰影业公司、新联影业公司专属的清水湾电影制片厂在1958年11月29日启用，并设6个主要的片场，佔地46,000平方呎。除了为该三家公司的制片及拍摄场地，1970年代中期也是佳艺电视大部份经典古装剧集的主要取景拍摄地点。
1982年9月，长城电影制片有限公司、凤凰影业公司、新联影业公司和中原影业公司等四家公司合组成银都机构有限公司，虽然它在香港注册，但却是隶属于中國政府的国有电影企业。
2021年香港的“文化央企”紫荆文化集团成立，银都机构属于集团成员。

## 出品影片
1980年
- 碧水寒山奪命金

1985年
- 神秘的西藏

1986年
- 神州大地女兒國
- 亂世英雄亂世情
- 美國心
- 大上海1937

1987年
- 閃電戰士
- 香香公主
- 靚妹正傳
- 書劍恩仇錄

1988年
- 童黨
- 黃河大俠
- 中華英雄
- 我愛瑪莉

1991年
- 敦煌夜譚
- 聯手警探

1992年
- 秋菊打官司

1994年
- 壯士斷臂
- 青蜂俠
- 詠春
- 怪俠一枝梅
- 西楚霸王

1995年
- 冒牌皇帝

1997年
- 豆丁奇遇記
- 減肥旅行團

1998年
- 極度重犯
- 非常警察

1999年
- 中華英雄

2000年
- 小親親

2001年
- 拳神

2002年
- 衛斯理藍血人
- 英雄

2003年
- 雙雄
- 少年阿虎
- 戀上你的床
- 忘不了
- 戀之風景

2004年
- A-1頭條
- 重案黐孖Gun
- 六壯士
- 戀情告急
- 魔幻廚房
- 柔道龍虎榜
- 旺角黑夜
- 鬼馬狂想曲
- 龍鳳鬥

2005年
- 頭文字D
- 做頭
- 韓城攻略
- 童夢奇緣
- 早熟
- 喜馬拉亞星

2006年
- 最愛女人購物狂
- 春田花花同學會
- 超班寶寶
- 妄想
- 傷城

2007年
- 生日快樂
- 老港正傳
- 森冤
- 男兒本色
- 色戒
- 天堂口

2008年
- 桃花運
- 十分鍾情
- 証人

2009年
- 神鎗手
- 竊聽風雲
- 殺人犯

2010年
- 槍王之王
- 七十二家房客
- 抱抱俏佳人
- 線人

2011年
- 竊聽風雲2
- 桃姐

2012年
- 寒戰
- 车手
- 逆光飛翔

2013年
- 一代宗师
- 窃听风云3
- 扫毒
- 风暴

2014年
- Z風暴
- 赤盜

2015年
- 衝鋒車
- 五個小孩的校長
- 杀破狼2

2016年
- 寒戰II

2017年
- 常在你左右
- 追龍

2018年
- 洩密者
- 兄弟班

2019年
- 扫毒2天地对决

2024年
- 九龍城寨之圍城

## 发行影片
1983年
- 半邊人

1988年
- 黑太陽731
- 黃河大俠

1989年
- 西太后
- 福星臨門
- 情義我心知
- 我愛賊阿爸
- 中國三軍揭秘
- 最後的貴族
- 秘境神奇錄

1990年
- 廟街皇后

1991年
- 敦煌夜譚
- 奪寶俏佳人
- 聯手警探

1992年
- 籠民
- 武林聖鬥士
- 偷神家族

1993年
- 黃飛鴻之男兒當報國
- 馬路天使
- 湘西屍王

1994年
- 青蜂俠
- 蔣築英
- 鳳凰琴
- 血誓

1995年
- 七七事變
- 橫紋刀劈扭紋柴
- 過年
- 夜半歌聲
- 月牙兒

2004年
- 龍鳳鬥

2025年
- 哪吒之魔童闹海
- 水饺皇后
- 酱园弄